# Проект Низкор
Прое́кт Низко́р (ивр. נִזְכּוֹר‎ «мы будем помнить») — интернет-проект, созданный в 1995 году Кеном Маквеем и поддерживаемый организацией «Бней Брит Канада», целью которого является противодействие отрицанию Холокоста путем разоблачения лжи его сторонников, а не цензурных ограничений на них.

## О проекте
Сайт был основан Кеном Маквеем как центральный веб-архив для документов, опубликованных пользователями группы новостей alt.revisionism и безвозмездно переданный «Бней Брит Канада» в 2010 году.
Помимо предоставления обширного архива документов, касающихся Холокоста, проект Низкор прилагает значительные усилия для разоблачения деятельности непосредственно отрицателей Холокоста. На основе сообщений в группе новостей проект собрал за эти годы множество работ подобных ревизионистов Холокоста, включая Дэвида Ирвинга, Эрнста Цюнделя, Майкла А. Хоффмана II и других.
Проект «Низкор» пользуется широкой популярностью и используется многими студентами, учёными и преподавателями как надёжный источник информации об отрицании Холокоста и ревизионизме истории.
В 2009 году Центр Симона Визенталя поздравил проект «Низкор» с работой, которая привела к успешному судебному преследованию трех нацистских военных преступников.

## Структура проекта
Сайт архивирует многочисленные сообщения, опубликованные в группе новостей с начала 1990-х годов — как содержащие фактическую информацию о Холокосте или, реже, об авторах самих сообщений. Проект состоит из ряда взаимосвязанных компонентов:
- Архив Shofar FTP — это коллекция десятков тысяч файлов, содержащих оригинальные документы, отчёты и статьи о Холокосте. Он включает биографии ведущих нацистских деятелей, подробные описания нацистских лагерей смерти и нацистских организаций.
- От ЦРУ США получены оригиналы документов Гитлера и документы о нём.
- Сделаны доступными все опубликованные судебные документы, касающиеся Нюрнбергского процесса.
- Архив содержит значимые сообщения из группы новостей alt.revisionism.
- Выпускаются специальные раздаточные материалы для учителей.
- Включаются аудиодокументы, например, речи Г. Гиммлера[англ.] в Познани перед офицерами СС 4 и 6 октября 1943 года.
- В разделе часто задаваемых вопросов предоставляется информация по отдельным темам, таким как лагерь Освенцим и операция «Рейнхардт», а также по Институту пересмотра истории (IHR), отчету Лейхтера и другим, чтобы доказать существование и назначение газовых камер и опровергнуть их отрицание.
- С этой целью проект создал страницу в ответ на «66 вопросов и ответов о Холокосте»[8], опубликованных IHR. Краткое изложение аргументов отрицателей Холокоста находится на странице «Обман и искажение фактов: методы отрицания Холокоста».

В отличие от других интернет-проектов со схожими целями, «Низкор» даёт прямые ссылки на сайты с расистским и неонацистским контентом с целью дать возможность сформировать собственное мнение об этих источниках.

## Критика
«Ревизионисты Холокоста» и неонацистские веб-сайты оспаривали нейтралитет Маквея, нападали на него лично и обвиняли сайт «Низкор» в получении финансировании от Израиля и других «сионистских» источников. Кен Маквей последовательно отрицал эти обвинения, выиграл все иски о клевете, поданные против него, и неоднократно подтверждал, что проект «Низкор» финансируется исключительно за счёт пожертвований общественности и его личных средств. Согласно сообщению газеты Ottawa Citizen за 1996 год, Маквей ежедневно получает угрозы убийства, поэтому отказывается раскрывать свой адрес.
В 1996 году Маквей выступил против законов о преступлениях на почве ненависти в Интернете в Канаде перед комитетом канадского парламента, заявив, что лучше разоблачать ложь отрицателей Холокоста, чем подвергать их цензуре. Также в интервью журналу Der Spiegel он раскритиковал немецкое преследование отрицания Холокоста, назвав его контрпродуктивным. Вследствие несогласия с таким подходом Центр Симона Визенталя в конце 1990-х годов высказал претензии проекту за непреднамеренную популяризацию групп ненависти и отрицателей Холокоста, несмотря на стремление разоблачать их. Этот спор между защитниками свободы слова, такими как Маквей, и теми, кто выступает за разумеую цензуру с помощью законов о преступлениях на почве ненависти, продолжался до конца 1990-х годов, но затем был урегулирован. Обе стороны согласились с общей целью — противостоять отрицателям Холокоста и не обнародывать свои разногласия по поводу конкретных тактических действий.